# Polygala wenxianensis
Polygala wenxianensis là một loài thực vật có hoa trong họ Polygalaceae. Loài này được Y.S. Zhou & Z.X. Peng miêu tả khoa học đầu tiên năm 1992.